# Ateuchus squalidus
Ateuchus squalidus е вид твърдокрило насекомо от семейство Листороги бръмбари (Scarabaeidae). Видът е уязвим и сериозно застрашен от изчезване.

## Разпространение
Разпространен е в Бразилия (Еспирито Санто и Рио де Жанейро).